# Игнатий II Ардамерски
Игнатий (на гръцки: Ιγνάτιος, Игнатиос) е гръцки духовник, ардамерски епископ, участник в Гръцката война за независимост.

## Биография
Роден е в 1765, или в 1770 година в тесалийското село Амбелакия. Учи в родното си село при Григориос Констандас и по-късно в Солун.
През февруари 1798 година или според Мануил Гедеон в 1804 година или по-вероятно в 1805 година, тъй като през октомври 1805 година патриарх Калиник V Константинополски споменава „ардамерски екзарх Игнатий“ като глава на Ардамерската епископия. През август 1818 година става член на Филики Етерия и поддържа връзки с Александрос Ипсилантис. В 1820 година отива в Галатища и остава там до края на следващата 1821 година. След избухването на въстанието на Халкидики на 23 април създава собствена чета от галатищани. Лично запалва катедралната си църква в Галатища, за да повдигне духа на въстаниците. Участва в битката при Касандрия през декември и след разгрома на въстанието заминава на юг през Спорадите и Хидра в Монемвасия на Пелопонес. В 1827 година се установява в Грабуса на Крит. В 1830 година се връща в Монемвасия, където работи като учител. На 21 ноември 1833 година Игнатий става еримантийски епископ, а бившият парамитийски епископ Прокопий – гортински. След оставката на Прокопий, на 24 юли 1834 година двете епархии се сливат и Игнатий става гортински епископ. По време на въстанието дава уроци на бедни деца и им осигурява стипендии. Успява да издейства от правителството на Йоанис Каподистрияс 200, а по-късно 300 феникса за образователни цели. На 23 юли 1839 година влиза в Синода в Атина, където умира на 17 септември същата година. Погребан е в Асоматския манастир.